# Rugathodes acoreensis
Espèce
Rugathodes acoreensis est une espèce d'araignées aranéomorphes de la famille des Theridiidae.

## Distribution
Cette espèce est endémique des Açores. Elle se rencontre sur Flores, Faial, Pico, Graciosa, São Jorge, Terceira, São Miguel, Santa Maria.

## Étymologie
Son nom d'espèce, composé de acore et du suffixe latin -ensis, « qui vit dans, qui habite », lui a été donné en référence au lieu de sa découverte, les Açores.

## Publication originale
- Wunderlich, 1992 : Die Spinnen-Fauna der Makaronesischen Inseln: Taxonomie, Ökologie, Biogeographie und Evolution. Beiträge zur Araneologie, vol. 1, p. 1-619.